# Queimadas (kommun i Brasilien, Paraíba)
Queimadas är en kommun i Brasilien.   Den ligger i delstaten Paraíba, i den östra delen av landet, 1 600 km nordost om huvudstaden Brasília. Antalet invånare är 41 054. Arean är 409 kvadratkilometer.
Terrängen i Queimadas är platt västerut, men österut är den kuperad.
Omgivningarna runt Queimadas är huvudsakligen savann. Runt Queimadas är det ganska tätbefolkat, med 90 invånare per kvadratkilometer.